# 1226 هـ
1226 هـ هي سنة في التقويم الهجري امتدت مقابلةً في التقويم الميلادي بين سنتي 1811 و1812.

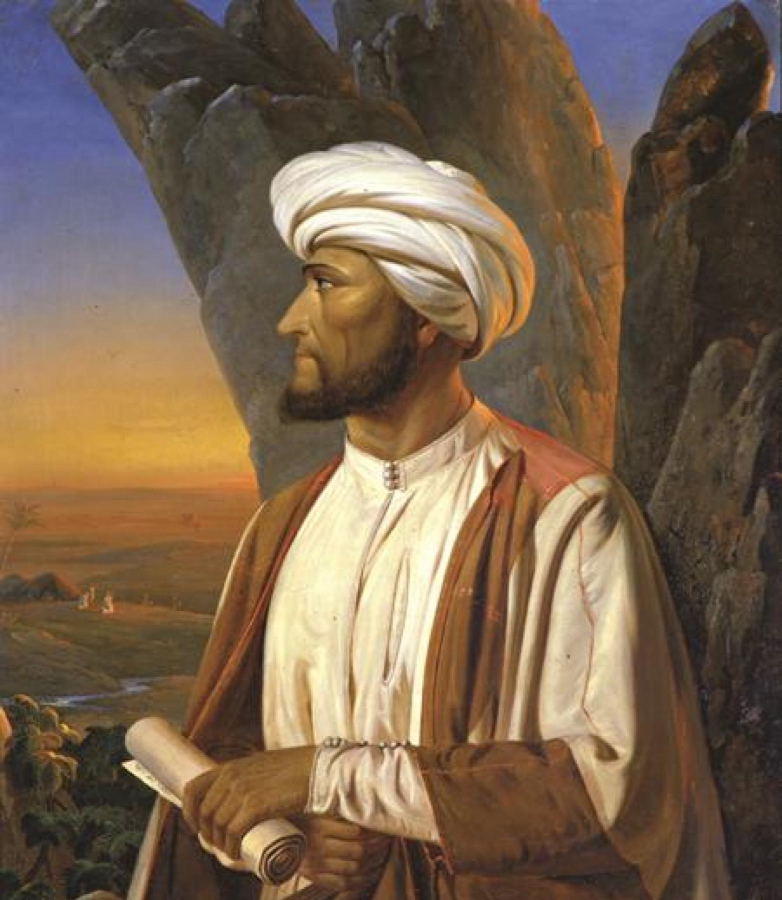
جورج أوغست فالين

## أحداث
- القوات المصرية تستولى على ينبع.
- انتصار القوات السعودية بقيادة مسعود بن مضيان الظاهري عى القوات المصرية في معركة وادي الصفراء.

## مواليد
- إبراهيم عبد الغفار الدسوقي
- جورج أوغست فالين
- جوزيف درانبور
- عبد الرحيم التستري النجفي
- محمد باقر الخوانساري
- محمد بن عبد الله بن حميد

## وفيات
- جواد محمد العاملي
- هادي بن قرملة